# Fernando Gago
Fernando Rubén Gago (Buenos Aires, 1986. április 10. –) argentin válogatott labdarúgó, edző.

## Pályafutása

### Boca Juniors
Gago már utánpótlás-éveit is a Boca Juniorsnál töltötte, a felnőttcsapatban 2004. december 5-én mutatkozott be, a Quilmes ellen.
Jó teljesítményének köszönhetően 2006-ban már több európai sztárcsapat, például a Real Madrid és a Barcelona is szerette volna megszerezni.

### Real Madrid
A befutó végül a Real Madrid lett, amely 2006. november 20-án jelentette be az ő és honfitársa, Gonzalo Higuaín leigazolását. Madridba szerződése után így nyilatkozott:
| „               | Mindig arról álmodtam, hogy egyszer magamra ölthetem ezt a mezt, s ez az álom most valósággá vált. | ” |
| – Fernando Gago | |   |

Első meccsét már 2007. január 7-én le is játszotta, a Deportivo ellen. Ezen a meccsen nem nyújtott jó teljesítményt, le is lett cserélve, helyére Ronaldo állt be. A Zaragoza ellen már jóval jobb teljesítményt nyújtott, ekkor a Real 1–0-s győzelmet aratott. A szezon végén a csapatnak végül sikerült megszereznie a bajnoki címet.
A következő idény előtt mezszámot váltott, a 16-os helyett a 8-as lett az övé. Ez a szezon már jóval jobban sikerült számára. Fokozatosan kiszorította Mahamadou Diarrát a kezdőcsapatból, és többször is rendkívül jó teljesítményt nyújtott. Év végén a Real zsinórban második, története harmincegyedik bajnoki címét ünnepelhette.
A 2008-09-es szezon elejét ki kellett hagynia egy BATE Bariszav elleni BL-meccsen összeszedett sérülés miatt. Ebben a szezonban szerezte meg első gólját, a Sevilla ellen.
A következő idényben a középpályán történt erősítések miatt jóval kevesebbet játszott, Kaká és Cristiano Ronaldo érkezésével leginkább csereként jutott csak szerephez. Összesen tizennyolc mérkőzésen lépett pályára.
Miután itt létszám feletti játékossá vált, a 2011-es átigazolási időszakban a Real Madrid új csapatot keresett neki. A két jelölt az AS Roma és a Palermo volt.

### Az AS Romában
Végül az AS Roma jött ki győztesen a versenyfutásból, és szerezte meg az argentin játékost 1 évre kölcsönbe.
31 bajnokin egy gólt szerzett, a farkasok nem véglegesítették nyáron.

### Valencia
2012 augusztusában 3,5 millió euróért szerződtette négy évre a Valencia.

### A válogatottban
Első komolyabb nemzetközi sikerét az U20-as csapattal érte el, amellyel 2005-ben világbajnok lett.
A felnőttválogatottban 2007-ben mutatkozhatott be, azóta negyvenhárom mérkőzésen lépett pályára, gólt nem szerzett. Legutóbb 2012. október 17-én, Chile ellen lépett pályára címeres mezben.

## Sikerek

### Klub
- Boca Juniors:
  - Bajnok: 2005, 2006
  - Recopa Sudamericana: 2005, 2006
- Real Madrid:
  - Bajnok: 2006-07, 2007-08
  - Szuperkupa-győztes: 2008

#### A válogatottban
- U20-as világbajnok: 2005
- Olimpiai bajnok: 2008
- világbajnoki ezüstérmes: 2014
- Copa América 2. hely: 2007, 2015

## Karrierje statisztikái
2010. május 16. szerint.
| Klub               | Szezon             | Bajnokság | Bajnokság | Bajnokság | Kupa  | Kupa | Kupa     | Nemzetközi | Nemzetközi | Nemzetközi | Összesen | Összesen | Összesen |
| Klub               | Szezon             | Mérk.     | Gól       | Gólpassz  | Mérk. | Gól  | Gólpassz | Mérk.      | Gól        | Gólpassz   | Mérk.    | Gól      | Gólpassz |
| ------------------ | ------------------ | --------- | --------- | --------- | ----- | ---- | -------- | ---------- | ---------- | ---------- | -------- | -------- | -------- |
| Boca Juniors       | 2004–05            | 2         | 0         | 0         | 0     | 0    | 0        | 0          | 0          | 0          | 2        | 0        | 0        |
| Boca Juniors       | 2005–06            | 31        | 0         | 3         | 0     | 0    | 0        | 0          | 0          | 0          | 31       | 0        | 3        |
| Boca Juniors       | 2006–07            | 37        | 1         | 2         | 0     | 0    | 0        | 0          | 0          | 0          | 37       | 1        | 2        |
| Boca Juniors       | Összesen           | 70        | 1         | 5         | 0     | 0    | 0        | 0          | 0          | 0          | 70       | 1        | 5        |
| Real Madrid        | 2006–07            | 13        | 0         | 1         | 2     | 0    | 0        | 2          | 0          | 0          | 17       | 0        | 1        |
| Real Madrid        | 2007–08            | 31        | 0         | 4         | 4     | 0    | 1        | 6          | 0          | 0          | 41       | 0        | 4        |
| Real Madrid        | 2008–09            | 26        | 1         | 9         | 6     | 0    | 0        | 1          | 0          | 0          | 34       | 1        | 9        |
| Real Madrid        | 2009–10            | 18        | 0         | 2         | 2     | 0    | 0        | 2          | 0          | 0          | 23       | 0        | 2        |
| Összesen           | Összesen           | 88        | 1         | 16        | 14    | 0    | 1        | 11         | 0          | 0          | 114      | 1        | 16       |
| Karrierje összesen | Karrierje összesen | 159       | 2         | 20        | 14    | 0    | 1        | 11         | 0          | 0          | 184      | 2        | 21       |

## Érdekességek
A művészetek nagy rajongója, Spanyolországba szerződésekor egyik első dolga volt ellátogatni a Prado múzeumba.